# Сессия Международного олимпийского комитета
Сессия Международного олимпийского комитета — это организованная форма работы МОК между Олимпийскими играми, ставящая задачей координацию деятельности Национальных олимпийских комитетов в международных спортивных объединениях, пропаганду олимпийских идей развития физической культуры и спорта и укрепление международных спортивных связей.